# Растрата
Растра́та — преступление против собственности, самостоятельная форма хищения, заключающееся в изъятии части имущества, вверенного виновному, и безвозмездном обращении его в пользу третьих лиц или потреблении (расходовании) самим виновным.

## Определение деяния
Современное российское уголовное право рассматривает присвоение и растрату как форму хищения (неправомерного обращения в свою собственность) имущества, не принадлежащего виновному, но вверенного ему для какой-либо цели.
При этом присвоение и растрата являются самостоятельными формами хищения и не являются синонимами.
В процессе хищения вверенного виновному имущества растрата может осуществляться как с совершением присвоения в результате обмана (мошенничества) собственника имущества, так и без него. Иными словами, растрата вверенного имущества может производиться без незаконного экономического перемещения имущества из владения собственника во владение лица, которому это имущество доверили. Растрата считается оконченным преступлением только с момента противоправного издержания вверенного имущества (его израсходования, потребления или отчуждения).
В российском законодательстве понятием «растрата» определяются также противоправные действия лица, которое в корыстных целях истратило вверенное ему имущество против воли собственника путем потребления этого имущества, его расходования или передачи третьим лицам.

## Наказуемость в России
Присвоение или растрата попадают под действие статьи № 160 Уголовного Кодекса Российской Федерации «Присвоение или растрата». Согласно этой статье, присвоение или растрата наказываются, в зависимости от тяжести преступления, либо штрафом от 120000 рублей (либо в размере дохода виновного за период до года), либо исправительными работами сроком до 1 года, либо лишением свободы сроком до 10 лет. Отягчающими обстоятельствами по данной статье признаётся совершение преступления организованной группой лиц, группой лиц по предварительному сговору, с причинением значительного ущерба пострадавшему либо с использованием служебного положения.
Аналогичным образом в Уголовном Кодексе Республики Казахстан, присвоение или растрата также рассматриваются общей статьёй № 176 «Присвоение или растрата», максимальным наказанием за которое следует лишение свободы сроком до 7 лет.

## Растрата и кража
Как и кража, растрата и присвоение являются тайной формой хищения имущества. Но при этом в юриспруденции их отличают от кражи. Главным признаком, отличающим кражу от растраты и присвоения, являются полномочия лица, обвиняемого в хищении вверенного имущества. Если при краже виновный в ней не имеет никакого отношения к имуществу, то в случае растраты или присвоения виновный обладает некоторыми полномочиями в отношении вверенного ему имущества.

## Исключения
В российском законодательстве в некоторых случаях растрата и сопутствующие ему преступления (мошенничество и присвоение) могут не подпадать под определение хищения. К таковым относятся ситуации, когда лицо, обвиняемое в растрате вверенного ему имущества, действовало в целях осуществления своего действительного или предполагаемого права на это имущество (к примеру если лицо присвоило и растратило вверенное ему имущество в целях выполнения долгового обязательства, не исполненного собственником имущества). В данной ситуации виновное лицо привлекается к уголовной ответственности за самоуправство.